# ビッグ・ゴールド・ブリック
『ビッグ・ゴールド・ブリック』（原題:Big Gold Brick）は2022年に公開されたアメリカ合衆国のコメディ映画である。監督はブライアン・ペトソス、主演はアンディ・ガルシアが務めた。本作はペトソスの長編映画監督デビュー作でもある。

## 概略
デビューして間もない作家、サミュエル・リストンの下にある富豪（フロイド）から仕事の依頼が舞い込んできた。フロイドは自身の伝記を執筆してくれる作家を探しているのだという。依頼を引き受けたサミュエルだったが、フロイドにはどうにも胡散臭いところがあり、その3人の子供たちも強烈な個性の持ち主であった。その中に分け入ることになったサミュエルは、当然のごとくゴタゴタに巻き込まれてしまうのだった。

## キャスト
- フロイド・デヴェロー：アンディ・ガルシア
- サミュエル・リストン：エモリー・コーエン
- ジャクリーン・デヴェロー：ミーガン・フォックス
- リリー・デヴェロー：ルーシー・ヘイル
- アンセルム：オスカー・アイザック
- ロイ：シャイロ・フェルナンデス
- エドワード・デヴェロー：レオニダス・カストローニス
- パーシー：フレデリック・シュミット
- レンティル・ワシントン（ビーンズ）：テヴィン・ウルフ

## 製作・マーケティング
2019年5月9日、アンディ・ガルシア、エモリー・コーエン、ミーガン・フォックス、ルーシー・ヘイル、オスカー・アイザック、シャイロ・フェルナンデス、フレデリック・シュミットの起用が発表された。2021年6月24日、サミュエル・ゴールドウィン・フィルムズが本作の北米配給権を購入したと報じられた。12月17日、本作のオフィシャル・トレイラーが公開された。

## 評価
本作は批評家から酷評されている。映画批評集積サイトのRotten Tomatoesには29件のレビューがあり、批評家支持率は21%、平均点は10点満点で3.2点となっている。サイト側による批評家の見解の要約は「風変りに過ぎる作品である。『ビッグ・ゴールド・トリック』には明確なストーリーがない。同作はその事実をトリッキーな映像や多量のセリフで覆い隠そうとしているが、その試みは失敗に終わっている。」となっている。また、Metacriticには11件のレビューがあり、加重平均値は28/100となっている。